# Flenstorp

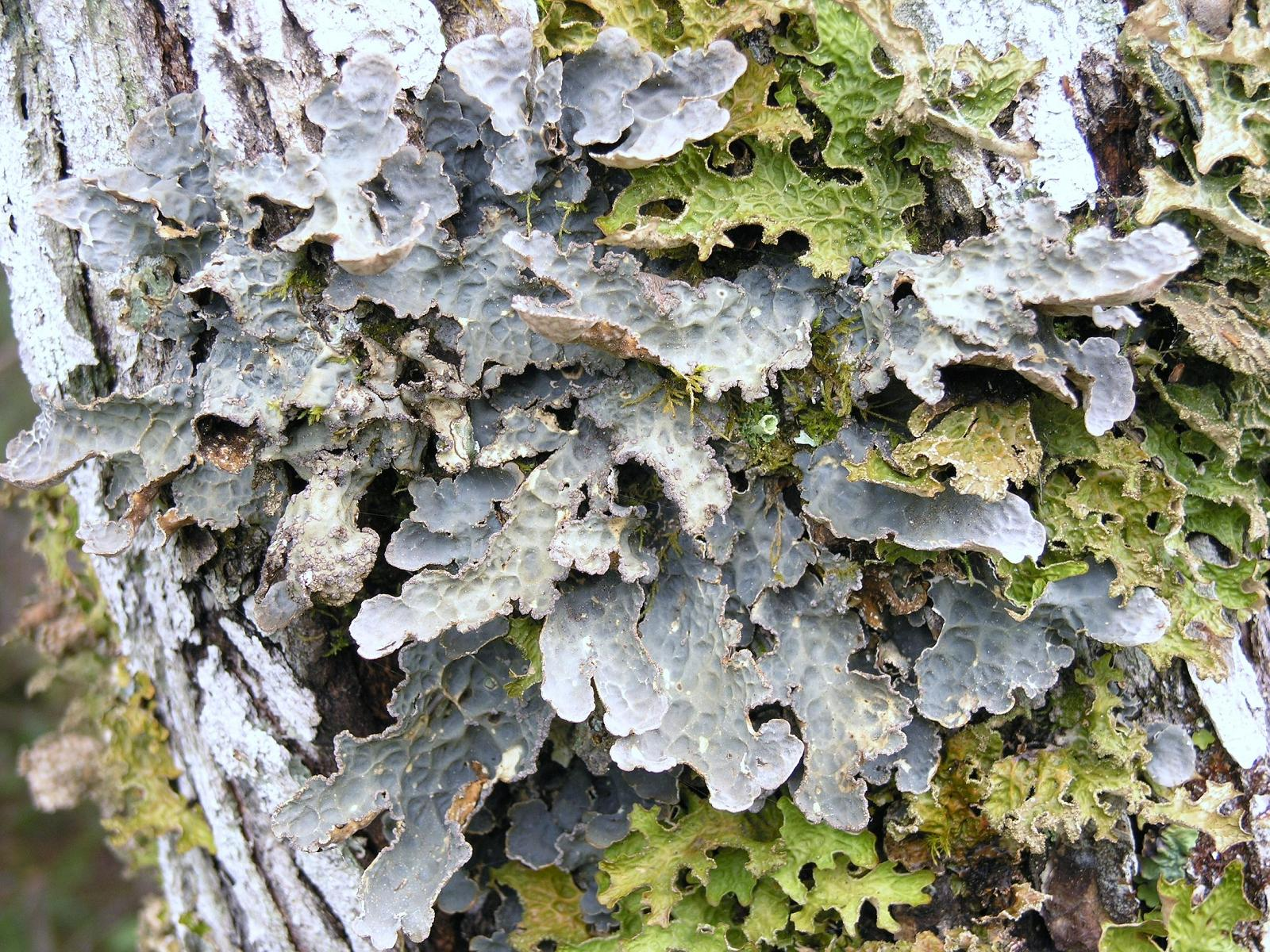
Skrovellav.

Flenstorp är ett naturreservat i Borås kommun i Västra Götalands län.
Flenstorp är en av Sveriges finaste lavlokaler och den upptäcktes redan på 1930-talet av lavforskaren Gunnar Degelius. Området återupptäcktes på 1990-talet och avsattes som naturreservat 2001. Det är ett kommunalt reservat bildat av Borås stad och är 7 hektar stort. 
Flera av lavarna är oceaniska vilket betyder att de enbart förekommer i områden med hög och jämn luftfuktighet. Ett tiotal av lavarna som finns i Flenstorp är rödlistade. 
Inom detta reservats gränser förekommer många sällsynta oceaniska lavar som exempelvis västlig gytterlav och blylav. Andra lavar är grynlav, ädellav, pulverädellav och kvistskivlav. Där finns också lunglav och skrovellav. 
Reservatet ligger strax söder om Kinnarumma, 17 kilometer söder om Borås.